# Барыла, Юзеф
Юзеф Барыла (пол. Józef Baryła; 21 ноября 1924, Заверце — 4 августа 2016, Варшава) — польский военный и политический деятель, начальник Главного политического управления Вооружённых сил ПНР в 1980—1986. В период военного положения 1981—1983 — член Военного совета национального спасения. Член Политбюро и секретарь ЦК ПОРП в 1985—1988. Представитель ортодоксально-сталинистского «партийного бетона».

## Артиллерист и политрук

### Офицер
В молодости работал на стекольном заводе в Заверце. В 1945 вступил добровольцем в Народное войско польское, сформированное на территории СССР и руководимое коммунистами. Окончил Офицерское артиллерийское училище в Торуни. Служил в артиллерийских частях, командовал взводом в Бельско-Бяле. В 1945—1947 участвовал в боях с УПА. С 1946 — член коммунистической ППР, с 1948 — ПОРП.
В 1949 Юзеф Барыла перешёл в армейский партийно-политический аппарат. Руководил политотделом артиллерийского полка в Ярославе, был инспектором политуправления краковского военного округа. В 1953 окончил Военно-политическую академию им. Дзержинского. Служил в качестве политического функционера в Офицерской автомобильной школе Пилы (заместитель коменданта) и артиллерийской дивизии в Бемово-Писке (заместитель командира).

### Генерал
С 1960 Юзеф Барыла — заместитель начальника Управления пропаганды и агитации Главного политического управления вооружённых сил ПНР. В 1968—1969 — начальник Управления. С 1969 по 1972 — заместитель командующего Поморским военным округом (польская часть Померании) по политической части. В 1972 назначен первым заместителем начальника Главного политуправления. В 1970 Юзефу Барыле было присвоено звание генерал бригады, в 1974 — генерал дивизии.
Идеологически и политически Юзеф Барыла придерживался ортодоксально-коммунистических, сталинистских и просоветских позиций. В разные годы состоял в региональных комитетах ПОРП Пиша, Гижицко, Быдгоща. С 1971 — член Центральной контрольной комиссии, с 1975 — кандидат в члены ЦК, с 1980 — член ЦК ПОРП.
В 1973 генерал Барыла окончил Военную академию Генштаба Вооружённых сил СССР, в 1977 прослушал курс аппарата управления при ЦК ПОРП. Получил докторскую степень по гуманитарным наукам в академии им. Дзержинского.

## Партийный руководитель

### Сторонник жёсткого курса
7 мая 1980 Юзеф Барыла был назначен начальником Главного политического управления Вооружённых сил ПНР. Через три месяца в Польше начался острый общественно-политический кризис, жёсткое противостояние правящей компартии ПОРП с движением Солидарность. 11 октября 1980 Барыла занял пост заместителя министра национальной обороны ПНР по политическим вопросам. Это назначение рассматривалось как сигнал потенциального ужесточения политики властей.
Генерал Барыла был одним из идеологов «партийного бетона». Выступал за подавление «Солидарности» с применением военной силы. (В то же время состоял в комиссии по расследованию партийной коррупции под председательством лидера «бетона» Тадеуша Грабского.) Некоторое время руководители ПОРП Станислав Каня и Войцех Ярузельский считали позицию Барылы чрезмерно конфронтационной. На IX внеочередном съезде ПОРП в июле 1981 Барыла не был кооптирован в ЦК. Однако он демонстративно придерживался жёсткого курса.

Социализм будем защищать как защищают независимость Польши.

Юзеф Барыла

### Идеолог военного положения
13 декабря 1981, при введении военного положения, генерал Барыла вошёл в состав правящей хунты — Военного совета национального спасения, возглавляемого генералом Ярузельским. В июле 1982 Юзеф Барыла вновь стал кандидатом в члены ЦК.
Генерал Барыла курировал систему военной пропаганды, возглавлял партийный аппарат в вооружённых силах. Выступал за максимально жёсткое подавление оппозиции.
В сентябре 1983, уже после отмены военного положения, Юзеф Барыла получил звание генерал брони.

### Секретарь ЦК и член Политбюро
В мае 1985 генерал Барыла стал членом ЦК, в декабре — секретарём ЦК ПОРП. В связи с этим 4 января 1986 был уволен в запас с военной службы. Возглавлял комиссию ЦК по законности и правопорядку. До конца 1980-х принадлежал к правящей группе генерала Ярузельского, которая неофициально именовалась «Директорией».
3 июля 1986 кооптирован в высший орган партийной власти — Политбюро ЦК ПОРП. В партийном руководстве Юзеф Барыла курировал организационный отдел ЦК, Минобороны и МВД. Председательствовал в комиссии ЦК по партийным организациям в административных и представительных органах. Руководил системой военно-патриотического воспитания. Опубликовал ряд сочинений идеолого-пропагандистского характера (типичные названия: W marksizmie-leninizmie nasza siła («В марксизме-ленинизме наша сила»), Być członkiem partii — znaczy być w centrum życia («Быть членом партии — значит быть в центре жизни») и т. д.). Принадлежал к наиболее консервативному крылу коммунистического руководства, выступал за последовательно жёсткую политику, плотный партийно-идеологический контроль над обществом, подавление любых оппозиционных проявлений, против каких-либо реформаторских уступок.
В 1985—1989 Юзеф Барыла являлся депутатом сейма ПНР. Состоял в руководстве Общества польско-советской дружбы. За время пребывания на высоких военно-политических постах Юзеф Барыла получил ряд высоких наград ПНР, СССР, ГДР, ЧССР, СРР, СРВ.

## Поражение и отставка
Формально Барыла являлся одним из высших руководителей ПНР. Однако именно с середины 1980-х первый секретарь ЦК ПОРП генерал Ярузельский повёл политику постепенного смягчения режима и ограниченных реформ. Этот курс входил в острое противоречие с позициями Барылы.
Во время массовых волнений весны 1988 Барыла выступал за силовое подавление протестов. Такая позиция уже не принималась наиболее влиятельными руководителями ПНР, прежде всего Ярузельским и Кищаком. 14 июня 1988 Барыла был снят с должности секретаря ЦК.
17 ноября 1988 направлен послом в Сирию и Иорданию. Оставался на дипломатической службе до осени 1990.
21 декабря 1988 на пленуме ЦК ПОРП Юзеф Барыла был выведен из состава ЦК вместе с группой «партийного бетона» (на место исключённых пришли более гибкие деятели — Лешек Миллер, Станислав Чосек, Зигмунт Чарасты). В январе 1989 пленум принял решение о начале официальных переговоров между ПОРП и «Солидарностью». Барыла был одним из главных противников этого курса, но ничего не смог ему противопоставить.

## В посткоммунистической Польше
3 июля 1991 Юзеф Барыла ушёл в отставку со всех постов и с тех пор не участвовал в политике. Он причислялся к наиболее отторгаемым в обществе деятелям режима ПНР (традиционное уважение поляков к национальной армии не распространяется на армейских политических функционеров). Однако к судебной ответственности Барыла не привлекался, поскольку заведовал пропагандой, но не карательными расправами. Состоял в Клубе генералов Войска Польского.
Скончался Юзеф Барыла в возрасте 91 года. Информация о его смерти официально не оглашалась. Похоронен в Варшаве на Евангелическо-реформатском кладбище.